# Koen Theys

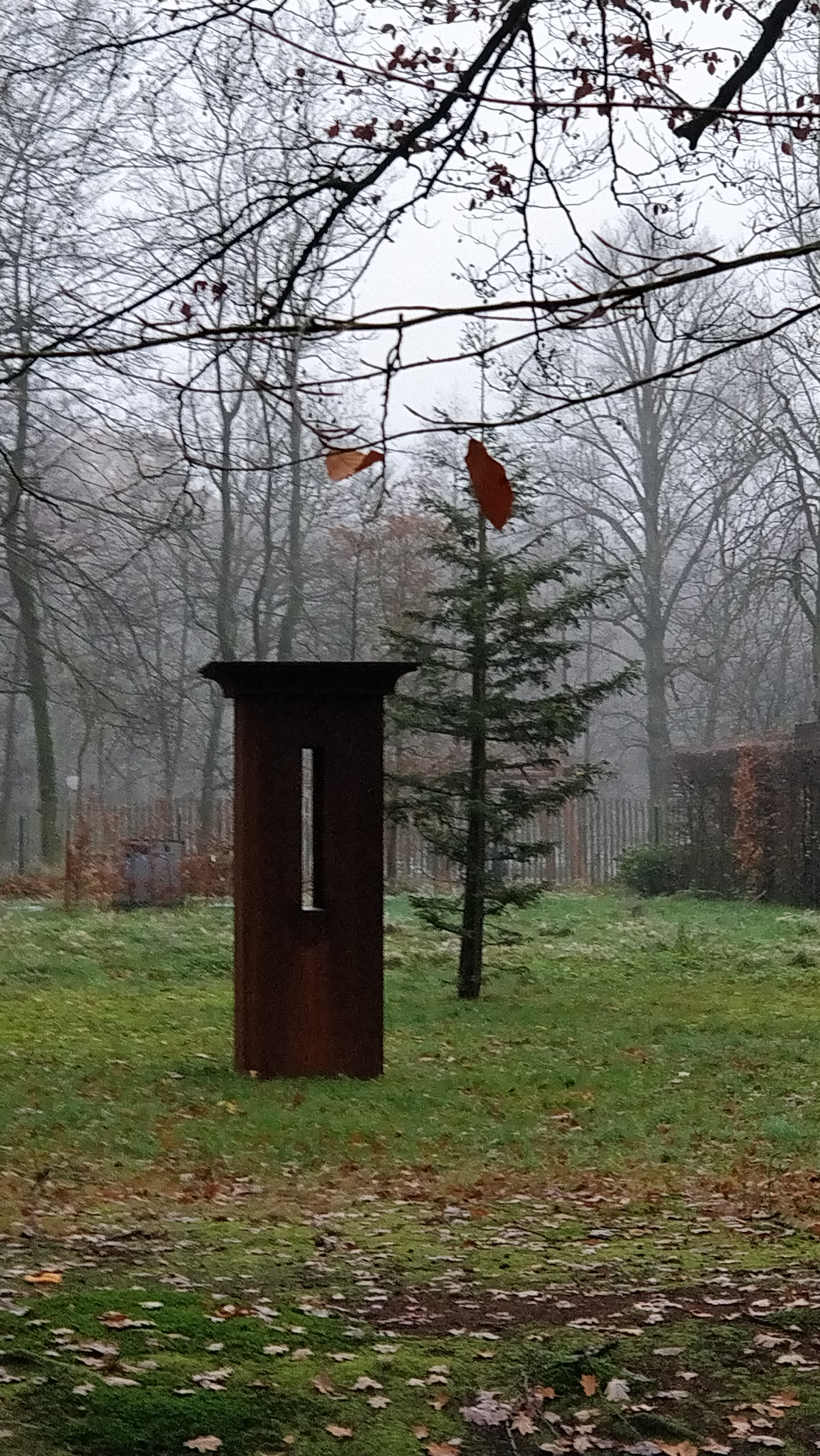
Meurtrière door Koen Theys In Peerdsbos

Koen Theys (Brussel, 1963) is een Belgisch kunstenaar en pionier van de Belgische videokunst. Hij is docent autonome videokunst aan Sint Lucas Antwerpen.

## Biografie
Koen Theys studeerde beeldhouwen aan de Koninklijke Academie voor Schone Kunsten van Gent.
In 1983 maakte hij tijdens zijn studies het werk Crime 01. In deze videoinstallatie hakt de gemaskerde kunstenaar een dode Duitse herdershond met een botte bijl in stukken en presenteert vervolgens de ledematen van de hond bij een baby in een bedje. Het werk is een verwijzing naar Adolf Hitler en diens Duitse herder Blondi. Door deze beruchte video werd de kunstenaar van de academie gestuurd, video werd in die tijd nog niet aanvaard als beeldende kunst.
Meteen beschouwde hij deze video als zijn eerste officiële werk.
In 1984 maakte Theys het werk Diana, een video geïnspireerd op dromerige filmbeelden van een naakte Eva Braun bij een waterval. Het werk werd vrijwel meteen aangekocht door het Museum of Modern Art in New York.
Koen Theys verwijst in zijn werk vaak naar iconen uit de kunstgeschiedenis. Zo maakte hij in 2003 de videoinstallatie Painting with Picasso met beelden van de Spaanse kunstschilder Pablo Picasso en in 2005 The Vanitas Record dat rechtstreeks verwijst naar vanitasschilderijen van onder meer Willem van Aelst en Frans Hals.
In zijn werk maakt Theys regelmatig gebruik van bestaande beelden die hij op het internet vindt. The Final Countdown (2010) zijn 2.000 YouTube-filmpjes van amateurs die de gelijknamige song van Europe naspelen. Danaë (2012) bestaat uit webcambeelden van vrouwen.
In 2011 werd Koen Theys samen met zijn neef, tentoonstellingsmaker en schrijver Hans Theys, gevraagd als gastcurator voor de expo The Tiberius Principle. Exit 2011 - Entree 2012 in het Middelheimmuseum in Antwerpen.
Het SMAK in Gent bracht in 2013 een eerste grote overzichtstentoonstelling: Koen Theys. Home-made Victories. De expo toonde onder andere video's en monumentale fotocollages. Op de openingsavond vond Death Fucking Metal plaats, een performance waarbij dertig oude rocksterren met hun instrumenten liggen te slapen op een roterend podium.
Naast zijn videowerk maakt Theys ook sculpturale werken zoals Kijkgleuf langs alle kanten (1990), een metalen sculptuur van twee en een halve meter hoog met op ooghoogte een kijkgleuf, en Flemish Lion with old Socks (2013), een gele vlag met de beeltenis van een leeuw opgebouwd uit oude sokken.
In 2018 maakte hij de sculptuur Diasporalia die werd opgesteld in de Antwerpse kathedraal. Het werk bestaat uit twaalf matrassen in brons van vluchtelingen waarop hun persoonlijke bezittingen zijn uitgestald. Het werk kadert in het project Antwerpen Barok 2018. Rubens inspireert.

## Werk in openbare collecties (selectie)
- Diana (1984), MoMa, New York
- Two Windows (1990), SMAK, Gent
- Large Landscape (1991), Centre Pompidou, Parijs
- Personal Odradek (1997), M HKA, Antwerpen
- Meeting Wiliam Wilson (2003), Museum Dhondt-Dhaenens, Deurle
- The Dynamite Show (2004), Middelheimmuseum, Antwerpen